# Cefditoren
El cefditoren, también conocido como cefditoren pivoxil es un antibiótico de amplio espectro, tomado por vía oral para tratar la neumonía y otras infecciones. Es una cefalosporina oral de  tercera generación con un amplio espectro de actividad contra patógenos bacterianos, incluyendo bacterias Gram-positivas y Gram-negativas, y es eficaz contra algunas bacterias resistentes a los antibióticos porque no es susceptible a la hidrólisis por muchas beta-lactamasas comunes. La Administración de Alimentos y Medicamentos de los Estados Unidos aprobó el cefditoren para adultos y adolescentes (12 años de edad o más) en 2001.
En 2018 Zuventus Healthcare recibió la aprobación del cefditoren en polvo seco para suspensión (100 mg / 5mL) para el tratamiento de la infección leve a moderada en niños (2 meses a 12 años de edad) que son causados por cepas susceptibles de los microorganismos designados.

## Estructura
Al igual que otras cefalosporinas, cefditoren tiene un anillo de β-lactam en la posición 7 del anillo de cefalosporina que es responsable de su acción inhibitoria en la síntesis de la pared celular bacteriana. Además del núcleo cefémico común a todas las cefalosporinas, cefditoren tiene un grupo de aminotiazol que potencia su actividad contra los organismos Gram-negativos, un grupo de metilthiazol que potencia su actividad contra los organismos Gram-positivos, un grupo de metoxiimino que le da estabilidad contra β-lactamasas, y un grupo de ésteres de pivoxil que mejora la biodisponibilidad oral.